# Cowboyrache in Oklahoma
Cowboyrache in Oklahoma ist ein US-amerikanischer Western aus dem Jahr 1950 von Frank McDonald mit Wayne Morris und Lola Albright in den Hauptrollen. Der Film wurde von Monogram Pictures produziert.

## Handlung
Auf einer Zugreise erzählt Thad Kring einem Gepäckträger über sein Treffen mit Johnny Yorke, dem Star seiner Show.
1865 teilt Jud Yorke seinem Sohn Johnny mit, dass die Eisenbahn Teile seines Grundbesitzes gekauft habe. Das Geld ist für Johnnys Ausbildung bestimmt. Auf dem Weg in die Stadt werden sie von Yance Carter, Andy und Bart überfallen. Jud wird erschossen, das Geld erbeutet. Johnny verfolgt die Verbrecher, die jedoch sein Pferd erschießen. Thad Kring, mit seiner Showtruppe unterwegs, findet Johnny bewusstlos auf. Nach Juds Beerdigung bietet er dem Jungen eine Stelle in seiner Show an. Sam Cooper, der als Kunstschütze auftritt, bemerkt Johnnys Rachegelüste und fordert von Thad, dass sie die Mörder vor Johnny finden müssen. Johnny tritt in der Show als Sams Assistent auf und wird mit der Zeit selber zu einem begabten Schützen.
12 Jahre später ist Johnny zum Star der Show geworden. Seinen Racheschwur hat er in der Zeit nicht abgelegt. Er hat es besonders auf den Anführer Yance abgesehen, dem der Ringfinger fehlt und ein markantes Lachen hat. Sam informiert Thad, dass Johnny herausgefunden hat, dass Yance ein Spieler ist. In einem Zimmer eines Saloons spielt Yance zur gleichen Zeit eine Partie Poker mit einem streitlustigen Cowboy. Andy teilt Yance mit, dass Sam im Saloon ist. Yance bietet dem Cowboy Geld, damit dieser Sam verschwinden lässt. Yance hat mitbekommen, dass jemand von der Show ihm seit Jahren nachforscht. Sam macht derweil Johnny mit der Saloon-Sängerin Ann bekannt, die gerne in Thads Show auftreten würde.
Der Cowboy kommt herunter, schafft es aber nicht, den angetrunkenen Sam zu einem Kampf zu provozieren. Er zieht seine Waffe und schießt Sam in die Schulter. Johnny schlägt den Cowboy nieder und kümmert sich um Sam. Dessen Verletzung hat seine Showkarriere beendet. Johnny bittet ihn, sich stattdessen um seine Ranch zu kümmern. Ann besucht Sam und wird von Thad zu Johnnys Assistentin gemacht. Ann und Johnny verlieben sich, doch Johnnys Rachegedanken belasten die Beziehung.
Thads Show reist mit dem Zug zum nächsten Auftritt. Yance, Andy und Bart stehlen die Lohngelder, die mit diesem Zug transportiert werden. Johnny sieht aus dem Zugfenster die Männer wegreiten. Am nächsten Bahnhof steigt er aus und macht sich auf die Verfolgung. Mehrere Monate lang durchstreift er die Gegend, bevor er wieder zur Show zurückkehrt. Er erzählt Ann, dass er bereit sei, sich niederzulassen. Bei der Vorstellung am Abend hört Johnny Yances markantes Lachen. Als Johnny die Bühne betritt, erkennt Andy in ihm ihren jahrelangen Verfolger. Nach der Show geht Johnny in den Saloon und nimmt an Yances Pokerpartie teil. Johnny enthüllt, wer er ist und zieht seine Waffe. Statt Yance zu töten, schießt er ihm in beide Hände.
Im Zug erzählt Thad dem Gepäckträger, dass Johnny wie vorher Sam der schnellste Schütze des Westens wurde, ohne jemals jemanden getötet zu haben. Der Zug hält und der aussteigende Thad wird von Johnny, Ann und Sam begrüßt, die ihn mit zur Ranch nehmen.

## Produktion

### Hintergrund
Gedreht wurde der Film vom 9. bis zum 28. Oktober 1950 in Columbia und in Jamestown, beides in Kalifornien.

### Besetzung
In kleinen nicht im Abspann erwähnten Nebenrollen traten Gertrude Astor, John Doucette, George Eldredge, Franklyn Farnum und Whitey Hughes auf.

### Musik
Im Film wurden folgende Songs gespielt:
- Down the Lane von Bobby Burns und George Howe
- Love Is Magic von Charles Dixon und Max Goodwin
- Let's Break the Ice von Hugo Peretti und Herb Pine
- Old Black Joe und Oh! Susanna von Stephen Foster

## Veröffentlichung
Die Premiere des Films fand am 31. Dezember 1950 statt. In der Bundesrepublik Deutschland kam er am 9. Dezember 1955 in die Kinos.

## Kritiken
Das Lexikon des internationalen Films schrieb: „Biederer, schlicht inszenierter Western, streckenweise rührend naiv.“